# Krakucchanda Buddha

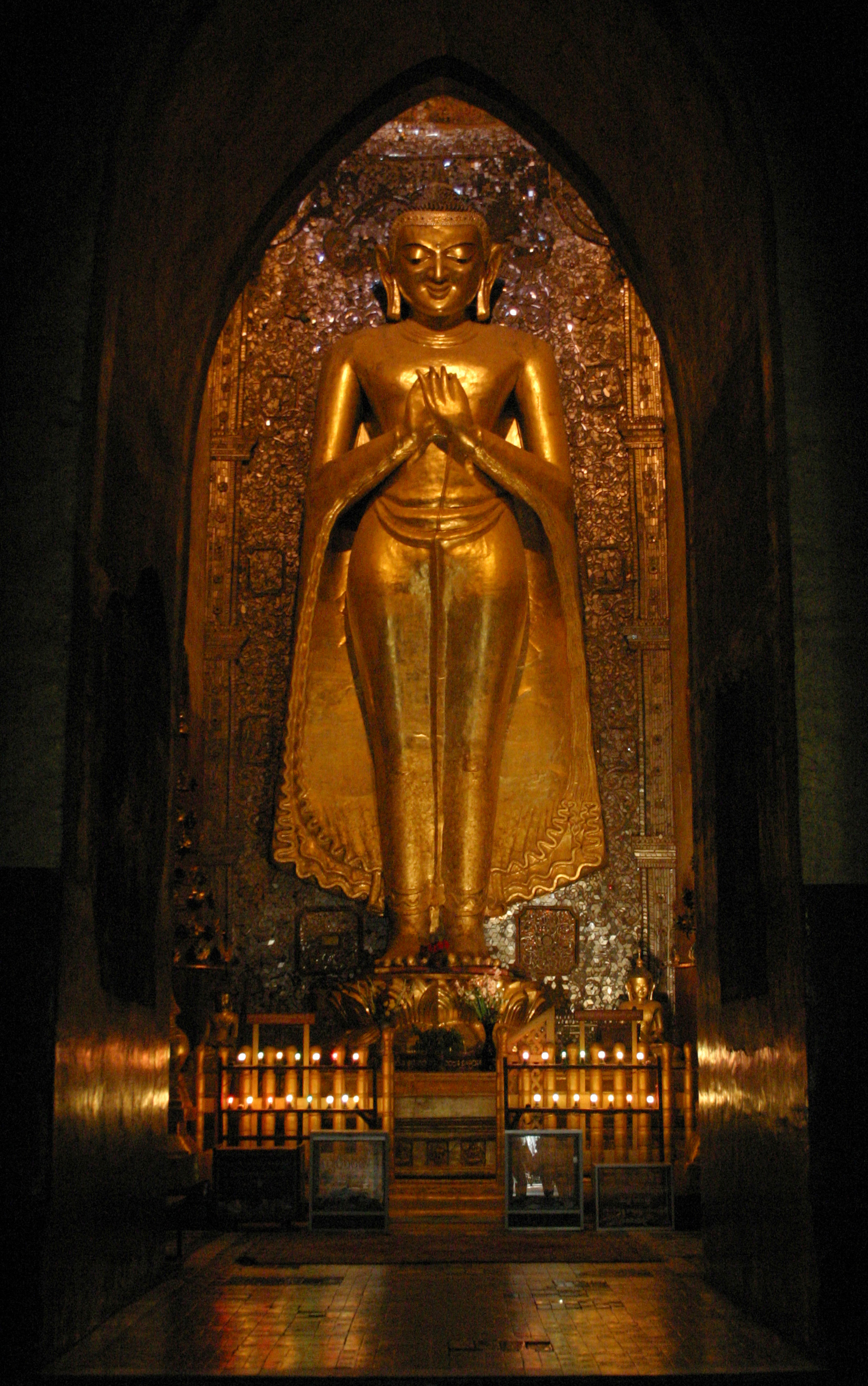
La statua di Kakusandha nel Tempio di Ananda

Secondo la tradizione buddhista Krakucchanda (sanscrito;  in pāli Kakusandha; in cinese 拘留孫佛 Jūliúsūn Fó; in giapponese 拘留孫佛 Kuruson Butsu;   in tibetano Khorvadjig) è il venticinquesimo Buddha, il primo dei cinque del kalpa attuale ed il quarto dei sette Buddha del passato. Krakucchanda fu preceduto da Viśvabhuj e seguito da Kanakamuni. La sua biografia è narrata nel Buddhavamsa, uno dei libri del Canone pāli.

## La vita secondo la leggenda
Krakucchanda nacque a Khemavati (l'odierna Gotihawa), una città del distretto di Lumbini nel Nepal meridionale. Il padre era Aggidatta, un brahmano che fungeva da cappellano per il re Khemankara di Khemavati. La madre invece si chiamava Visakha. Sposò Virochamana (conosciuta anche col nome di Rocani) ed ebbe un figlio chiamato Uttara.
Krakucchanda visse per quattromila anni in tre palazzi della sua famiglia: Ruci, Suruci e Vaddhana (o Rativaddhana). Giunto a quell'età rinunciò alla vita mondana mentre stava viaggiando su un carro da guerra e praticò l'austerità per otto mesi. Raggiunse l'illuminazione seduto sotto un albero di sirisa, quindi pronunciò il suo primo sermone ad un'assemblea di 84.000 monaci in un parco nei pressi di Makila.
I suoi principali discepoli furono Vidhura e Sanjiva fra i monaci, e Sama e Champa fra le monache. Krakucchanda era alto quaranta cubiti e morì all'età di 40.000 anni a Khemavati. Lo stupa eretto nel luogo della sua morte era alto una lega.
Il bodhisattva che sarebbe infine diventato Siddharta Gautama era nato in quest'era sotto forma del re Khema. Krakucchanda fu il Buddha che predisse che re Khema, colui che gli aveva fatto offerte in vestiti e medicine, sarebbe in futuro diventato Gautama Buddha.